# Agrius distans
Agrius distans är en fjärilsart som beskrevs av Butler 1874. Agrius distans ingår i släktet Agrius och familjen svärmare. Inga underarter finns listade i Catalogue of Life.